# Pseudohoplorana wagneri
Pseudohoplorana wagneri là một loài bọ cánh cứng trong họ Cerambycidae.